# Orquestra Filarmonia
A Orquestra  Filarmonia foi fundada em 1991 pelo maestro Paulo Maron, na cidade de São Paulo.
Foi responsável, juntamente com o Núcleo Universitário de Ópera, pelas apresentações em São Paulo do musical West Side Story, a opereta O Mikado,  de Arthur Sullivan e libreto de William Gilbert, além de Forrobodó, opereta de Chiquinha Gonzaga.
Já foi regida pelo maestro estoniano Paavo Jarvi.
Atualmente, a Orquestra é integrada ao Núcleo Universitário de Ópera.

## Discografia
Álbuns
- 1997: Sibelius,Liadov,Dvorák,Maron e Guerra Peixe
- 1999: Levy, Alberto Nepomuceno,Velasquez,Miguez
- 1999: Beethoven,Weber

DVD:
- Gilbert and Sullivan:  Os Piratas de Penzance (gravação ao vivo das apresentações realizadas no Theatro São Pedro em 2005)